# Thanks for the Memory
Thanks for the Memory (bra Uma Novela em Família) é um filme estadunidense de 1938, do gênero comédia romântica, dirigido por George Archainbaud, com roteiro de Lynn Starling baseado na peça Up Pops the Devil, de Frances Goodrich e Albert Hackette.
Estrelado por Bob Hope e Shirley Ross, o filme deriva da canção homônima de Ralph Rainger e Leo Robin, que a dupla de astros interpretou em The Big Broadcast of 1938. Eles a repetem aqui e também cantam outro sucesso, Two Sleepy People, de Hoagy Carmichael e Frank Loesser.
A peça teatral de Goodrich e Hackette já havia sido adaptada para o cinema em 1931.

## Sinopse
Recém-casado, Steve Merrick é um escritor que trabalha em casa, mas tem dificuldades para terminar seu novo livro porque é sempre distraído pelos amigos boêmios. Enquanto isso, a esposa Anne trabalha com Gil Morrell, editor do marido e seu ex-noivo, que ainda a ama. A situação leva a mal-entendidos e mútuas acusações de infidelidade.

## Elenco
| Ator/Atriz          | Personagem    |
| ------------------- | ------------- |
| Bob Hope            | Steve Merrick |
| Shirley Ross        | Anne Merrick  |
| Charles Butterworth | Biney         |
| Otto Kruger         | Gil Morrell   |
| Hedda Hopper        | Polly Griscom |
| Laura Hope Crews    | Senhora Kent  |
| Emma Dunn           | Senhora Platt |
| Edward Gargan       | Flanahan      |